# James Blake (hudebník)
James Blake (* 26. září 1988 Londýn, Anglie) je britský hudebník a hudební producent hrající elektronickou hudbu.
Své první studiové album nazvané stejně jako on, James Blake vydal v únoru 2011. Ještě předtím stihl vydat několik EP, první s názvem The Bells Sketch vyšlo v březnu 2010, druhé CMYK v květnu stejného roku a třetí Klavierwerke v září taktéž 2010. Jeho druhé řadové album s názvem Overgrown bylo vydáno v dubnu roku 2013. Jako hosté se na něm představili například Brian Eno nebo RZA. Rovněž je autorem remixů písní jiných umělců, například Beyoncé Knowles a Destiny's Child. Roku 2016 se podílel na albu Lemonade zpěvačky Beyoncé.

## Diskografie
Studiová alba
- James Blake (2011)
- Overgrown (2013)
- The Colour in Anything (2016)
- Assume Form (2019)
- Friends That Break Your Heart (2021)
- Playing Robots into Heaven (2023)

EP
- The Bells Sketch (2010)
- CMYK (2010)
- Klavierwerke (2010)
- Enough Thunder (2011)
- Love What Happened Here (2011)
- 200 Press (2014)